# Vagney
Vagney település Franciaországban, Vosges megyében. Lakosainak száma 3873 fő (2022. január 1.). Vagney Le Tholy, Basse-sur-le-Rupt, Dommartin-lès-Remiremont, Gerbamont, Sapois, Le Syndicat, Thiéfosse és Vecoux községekkel határos.

## Népesség
A település népessége az elmúlt években az alábbi módon változott:
| Lakosok száma | 3961 | 3949 | 4062 | 3925 | 3918 | 3911 | 3900 | 3878 | 3873 |
|               | 2013 | 2015 | 2016 | 2017 | 2018 | 2019 | 2020 | 2021 | 2022 |